# Kõversäär
Kõversäär ist eine unbewohnte Insel, 90 Meter von der größten estnischen Insel Saaremaa entfernt. Die Insel liegt in der Landgemeinde Saaremaa im Kreis Saare. Sie liegt in der Bucht Udriku laht im Kahtla-Kübassaare hoiuala.
Kõversäär ist 150 Meter lang und 20 Meter breit.